# Bjorn van Zijl
Bjorn van Zijl (Roermond, 9 juli 2004) is een Nederlandse voetballer die doorgaans speelt als centrumspits,  maar ook inzetbaar is als rechtsbuiten.

## Clubcarrière
Van Zijl speelde in de jeugd bij SC Leeuwen en debuteerde in het seizoen 2023/24 in het eerste elftal van de vijfdeklasser waar hij direct uitgroeide tot topscorer. Eind maart 2024 was hij een van de zeven stagespelers die een kans kreeg bij de beloftenploeg van VVV-Venlo in een oefenwedstrijd tegen N.E.C. O21. Twee maanden later nam de spits afscheid van SC Leeuwen, nadat hij met vijf doelpunten in een met 6-1 gewonnen uitwedstrijd bij VVV '03 zijn club naar de titel had geschoten.
De goaltjesdief maakte op 1 juni 2024 de overstap naar VVV-Venlo, waar hij aansloot bij de O21. Op 3 februari 2025 werd Van Zijl voor het eerst opgenomen in de wedstrijdselectie en maakte gelijk zijn competitiedebuut in het eerste elftal tijdens een met 3-0 verloren uitwedstrijd bij Jong AZ, toen hij in de 85e minuut inviel voor Layee Kromah. Op 22 februari 2025 maakte hij evenals als invaller zijn eerste profgoal tijdens een met 1-3 verloren thuiswedstrijd tegen FC Volendam. Van Zijl kwam tijdens de tweede seizoenshelft van 2024/25 in 13 competitiewedstrijden in actie waarin hij twee doelpunten scoorde. De spits werd in juni 2025 beloond voor zijn snelle ontwikkeling en tekende een profcontract dat hem tot 1 juli 2027 aan VVV verbond, met een optie voor een extra seizoen.

### Profstatistieken
| 2024/25                                | VVV-Venlo | Eerste divisie | 13 | 2 | 0 | 0 | — | — | 13 | 2 |
| 2025/26                                | VVV-Venlo | Eerste divisie | 1  | 0 | 0 | 0 | — | — | 1  | 0 |
| Totaal                                 | Totaal    | Totaal         | 14 | 2 | 0 | 0 | 0 | 0 | 14 | 2 |
| Bijgewerkt tot en met 15 augustus 2025 |           |                |    |   |   |   |   |   |    |   |